# Museumsberg Flensburg
Der Museumsberg Flensburg ist mit einer Ausstellungsfläche von 3000 m² eines der größten Museen in Schleswig-Holstein. Es bietet einen umfassenden Einblick in die Kunst- und Kulturgeschichte im Landesteil Schleswig vom 13. bis zum 20. Jahrhundert sowie in die Kunst der Gegenwart.
Auf einer Anhöhe oberhalb des Stadttheaters bilden die beiden Museumsgebäude Heinrich-Sauermann-Haus und Hans-Christiansen-Haus eine Einheit mit dem Alten Friedhof und dem Christiansenpark in Flensburg.

## Geschichte
Der in Flensburg tätige Möbeltischler und Bildschnitzer Heinrich Sauermann (1842–1904) verkaufte 1876 seine private Sammlung kunstgewerblicher Altertümer an die Stadt Flensburg. Damit wurde der Grundstock gelegt für das Flensburger Kunstgewerbemuseum, dessen erster Direktor er auch wurde. Die dort angeschlossene und von ihm gegründete Lehrwerkstatt entwickelte sich schnell zur Kunstgewerbeschule, welche schon um die Jahrhundertwende eine weit über die Landesgrenzen hinausreichende Reputation genoss. Auch Emil Nolde war dort schon Schüler und bewarb sich später vergeblich auf den dortigen Direktorenposten. Die Schule zog zusammen mit der kunstgewerblichen Sammlung in das 1903 eingeweihte Museumsgebäude ein, das sich noch heute im Stil der Niederländischen Renaissance präsentiert. Die von Heinrich Sauermann begründete Möbelsammlung gehört auch heute noch zu den umfangreichsten ihrer Art in Deutschland.
Seit 1999 beherbergt das Gebäude im Erdgeschoss zusätzlich das Naturwissenschaftliche Museum Flensburg (ehemaliges Heimatmuseum), welches früher in einem Gebäude mit der Stadtbücherei Flensburg in der Straße Süderhofenden zu finden war. Einige der Bestände des naturwissenschaftlichen Museums fanden zudem im Eiszeit-Haus im Christiansenpark einen neuen Platz. Umgekehrt erwuchs aus dem Bestand des Museumsbergs der Grundstock des heutigen, am Hafen gelegenen Flensburger Schifffahrtsmuseums.

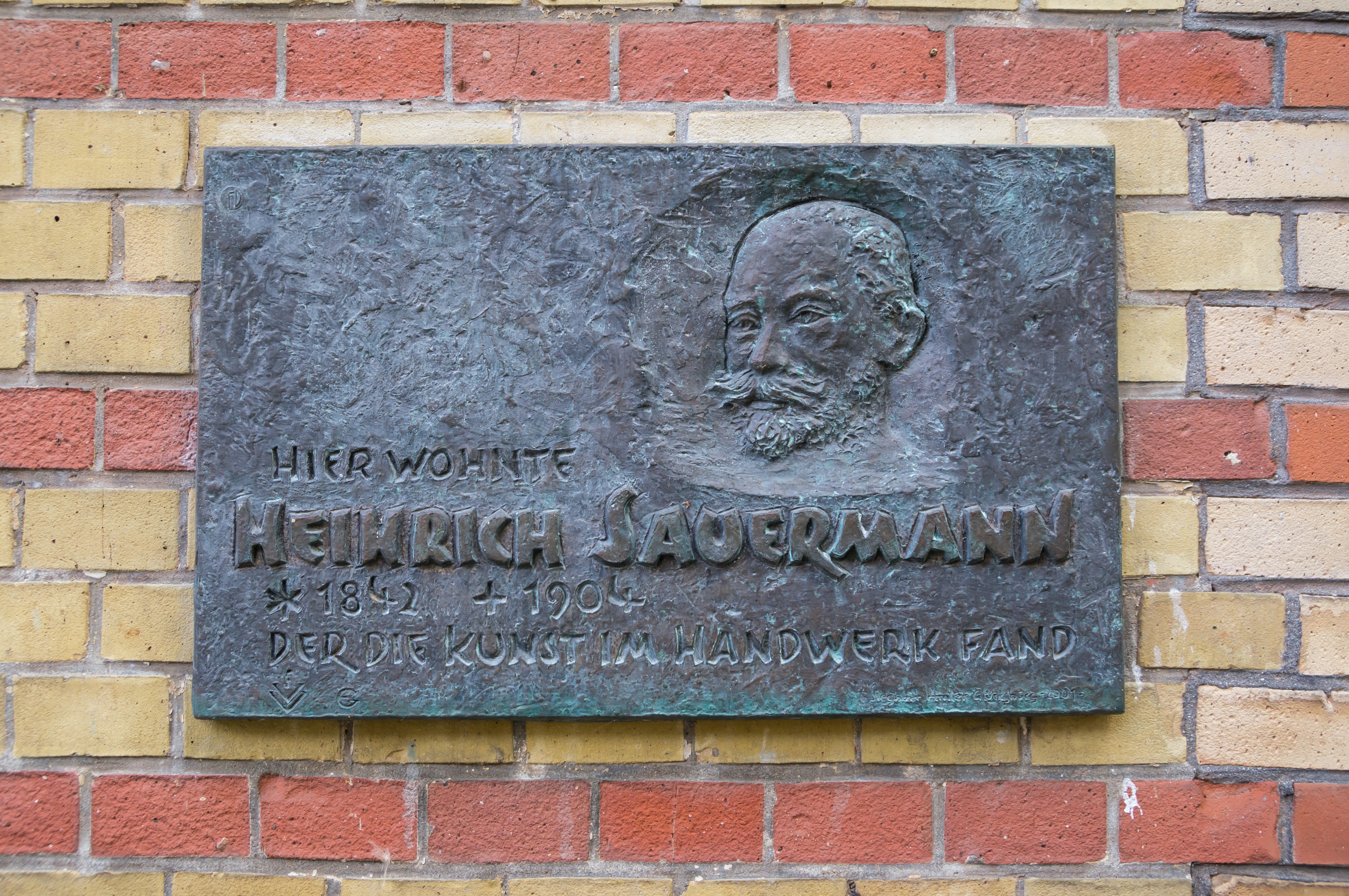
Gedenktafel am ehemaligen Wohnhaus von Heinrich Sauermann im Südergraben 47

Der Museumsdirektor und Möbelfabrikant Heinrich Sauermann hatte, als Mann des Handwerks, nie an den Aufbau einer Gemäldesammlung gedacht, für ihn stand der Ausbau der Möbel- und Kunstgewerbesammlung immer im Vordergrund. Gleichwohl gab es seit 1900 Bestrebungen, die zeitgenössische Malerei in Flensburg zu fördern. Dazu erhielt Sauermann in Flensburg Unterstützung durch den seit 1883 existierenden „Kunstgewerbeverein“, der 1903 zu einem „Verein für Kunst und Kunstgewerbe“ erweitert wurde. 1905 erhielt das Museum ein erstes Bild eines zeitgenössischen Künstlers als Schenkung. In der Nachfolge Sauermanns machte sich insbesondere Fritz Fuglsang, in der Nachfolge von Walter Heinrich Dammann (1921–1926) amtierender Museumsdirektor von 1927 bis 1961, um den Ausbau des bis dahin noch relativ kleinen Gemäldebestandes Verdienste. In seine Amtszeit fiel allerdings 1937 auch die Nazi-Aktion "Entartete Kunst", in der aus dem Kunstgewerbemuseum nachweislich 27 Bilder Emil Noldes und die Plastik Schwebender Gottvater (Steinzeug, Höhe 50,5 cm, 1922; WV Laur 353) von Ernst Barlach beschlagnahmt wurden. Systematisch entwickelte er mit Unterstützung des neuen Kunstvereins und Hilfe von Stiftungen den Bestand weiter zu einer geschlossenen und hochkarätigen regionalen Sammlung. Diese Arbeit wurde von seinen Nachfolgern kontinuierlich fortgesetzt, so dass der Museumsberg heute eine herausragende Gemäldegalerie mit einem klaren Profil besitzt.
Eine richtige Würdigung dieser Arbeit erfuhr die Gemäldesammlung seit 1997. Nachdem aufgrund fehlender Räumlichkeiten der Gemäldebestand zuvor magaziniert werden musste, fand die Sammlung ab Mai 1997 eine neue Heimat in der direkt neben dem alten Museumsgebäude (Heinrich-Sauermann-Haus) liegenden ehemaligen Schule. Die 1896 eingeweihte und im gemäßigt neogotischen Stil errichtete ehemalige Oberrealschule und Landwirtschaftsschule (Goethe-Schule Flensburg) wurde nach dem international renommierten, in Flensburg geborenen Jugendstilkünstler Hans Christiansen benannt (Hans-Christiansen-Haus) und in ein modernes Museum umgewandelt. Auf einer Ausstellungsfläche von 1500 Quadratmetern beherbergt es die Gemäldesammlung des alten Museums und bietet im Erdgeschoss zusätzliche Räumlichkeiten für wechselnde Ausstellungen.

## Überblick über das Gelände und die Sammlungsbestände

### Sammlung im Heinrich-Sauermann-Haus

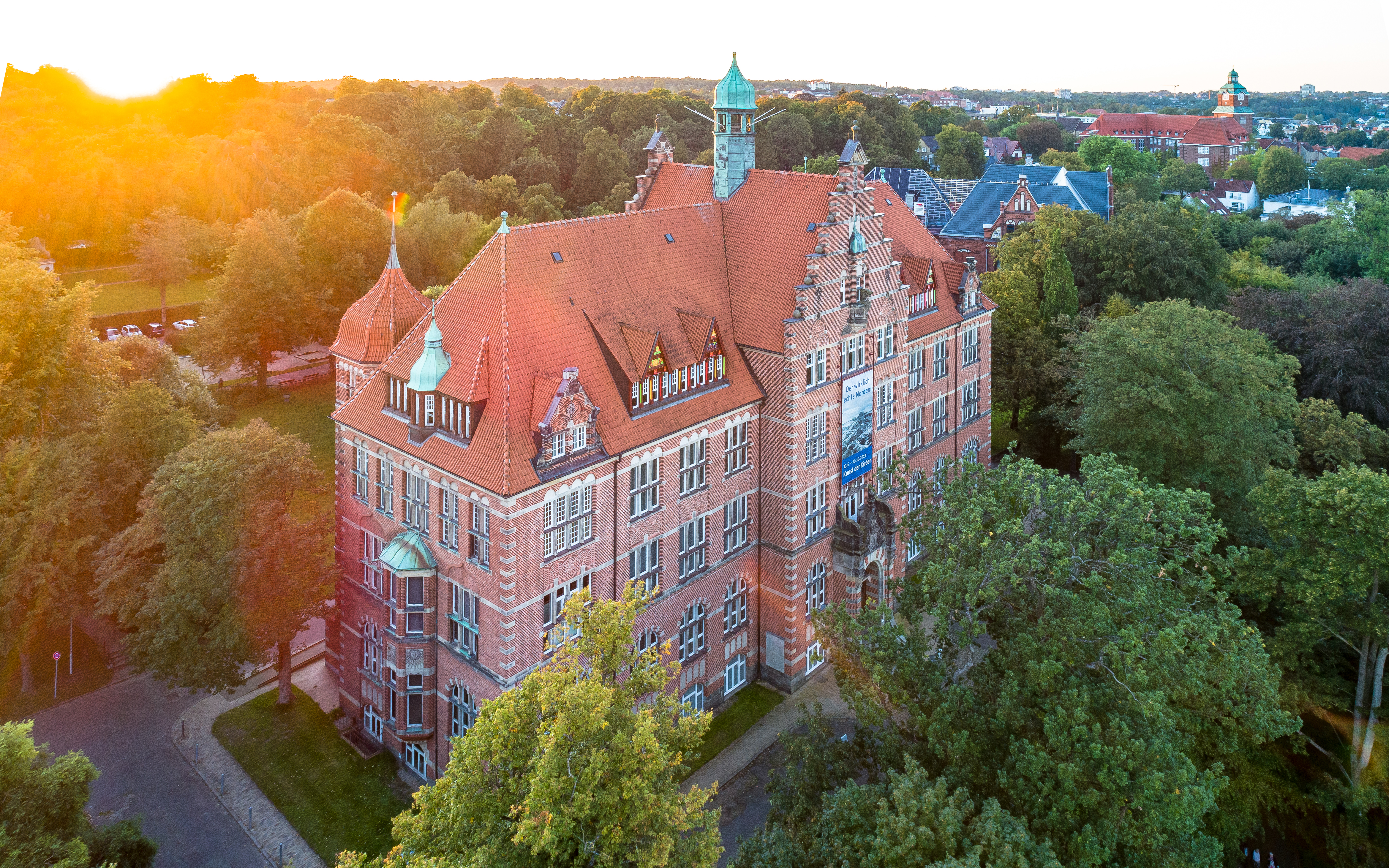
Heinrich-Sauermann-Haus, dahinter das Hans-Christiansen-Haus

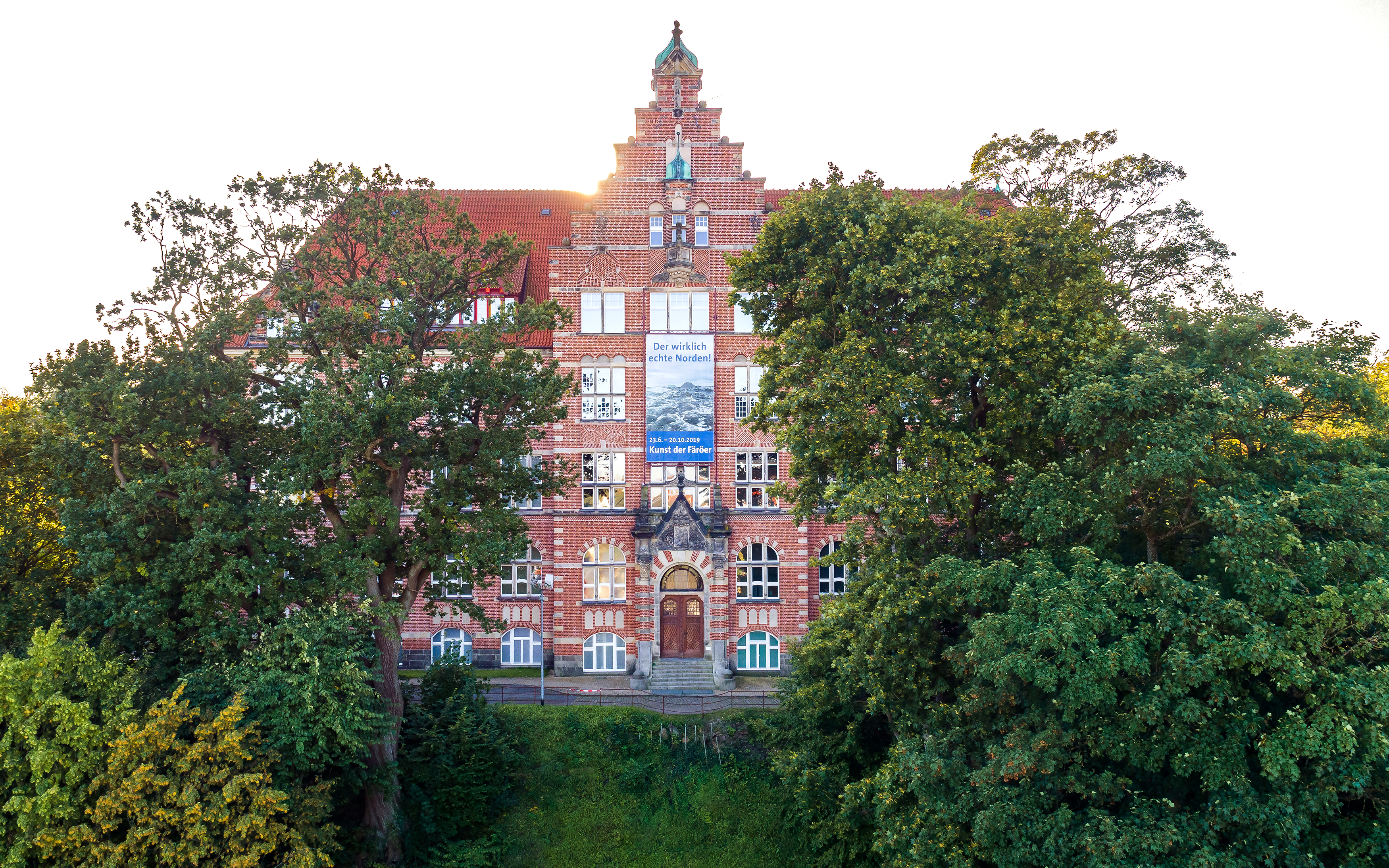
Heinrich-Sauermann-Haus des Museumsbergs Flensburg, Vorderseite (Luftaufnahme).

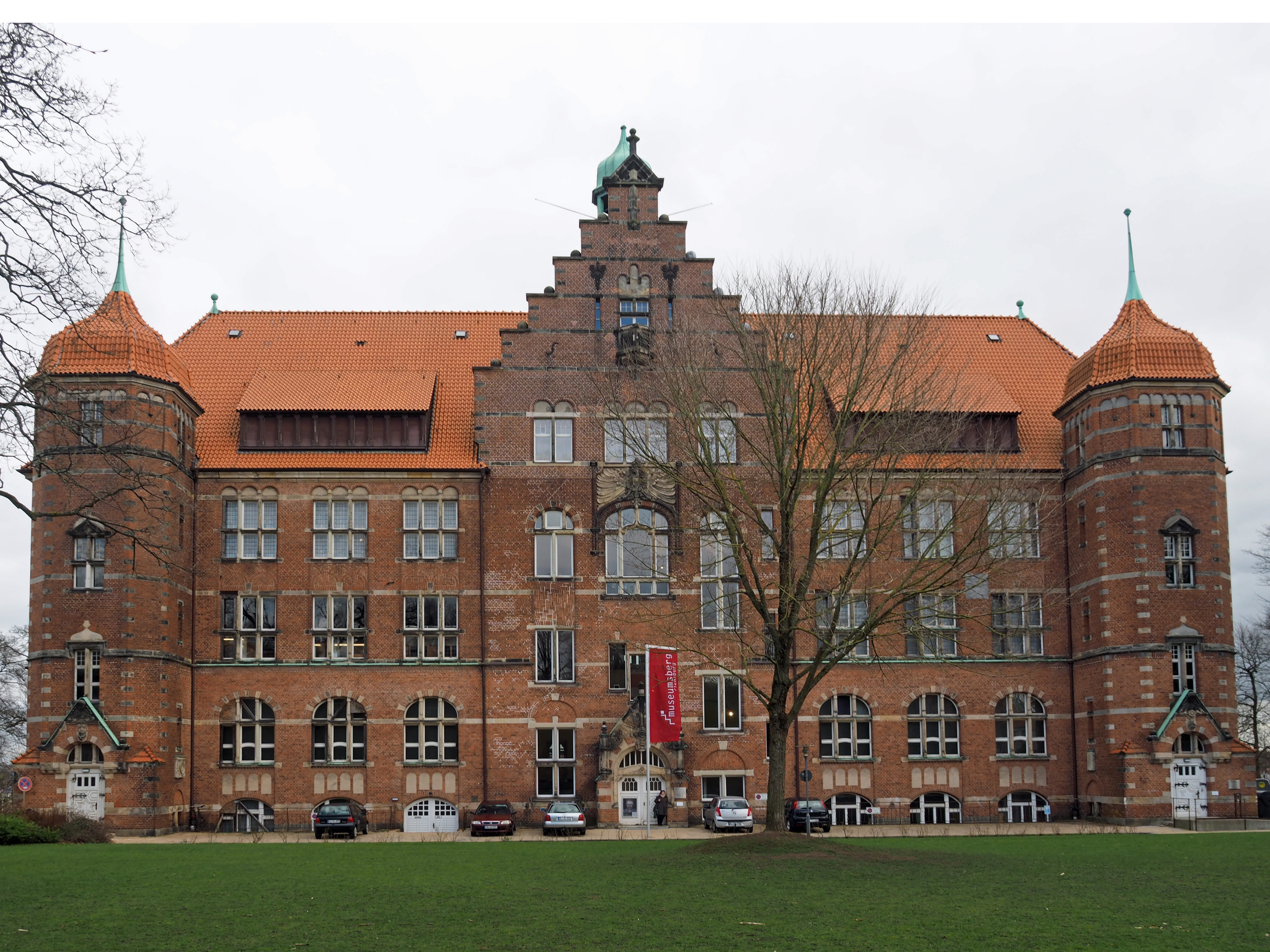
Heinrich-Sauermann-Haus (auch Altes Museum genannt) von der Rückseite (2015)

Das Heinrich-Sauermann-Haus gibt einen umfassenden Einblick in die Kunst- und Kulturgeschichte des ehemaligen Herzogtums Schleswig, dessen nördliche Hälfte seit 1920 zu Dänemark gehört. Im Erdgeschoss ist dort seit 1999 zudem das Naturwissenschaftliche Museum Flensburg untergebracht.
In zweijähriger Schließung wurde das Heinrich-Sauermann-Haus grundsaniert und mit einem neuen Konzept 2012 wieder eröffnet. Es sind Exponate vom Mittelalter bis ins 19. Jahrhundert, von der Gotik über Biedermeier bis heute zu sehen. Als besondere Attraktion sind hier unter anderem Bauernstuben aus dem 17. und 18. Jahrhundert, darunter auch die überwiegend von den nordfriesischen Inseln und Halligen stammenden Döns und Pesel, originalgetreu wiederaufgebaut und in die Räumlichkeiten integriert worden. Zu sehen ist ebenso ein Marienaltar von 1517 aus der Pfarrkirche in Hütten. Zudem befindet sich hier die Viöler Madonna, eine Madonnenskulptur der Hochgotik.

Auswahl aus der Bildersammlung des Heinrich-Sauermann-Hauses
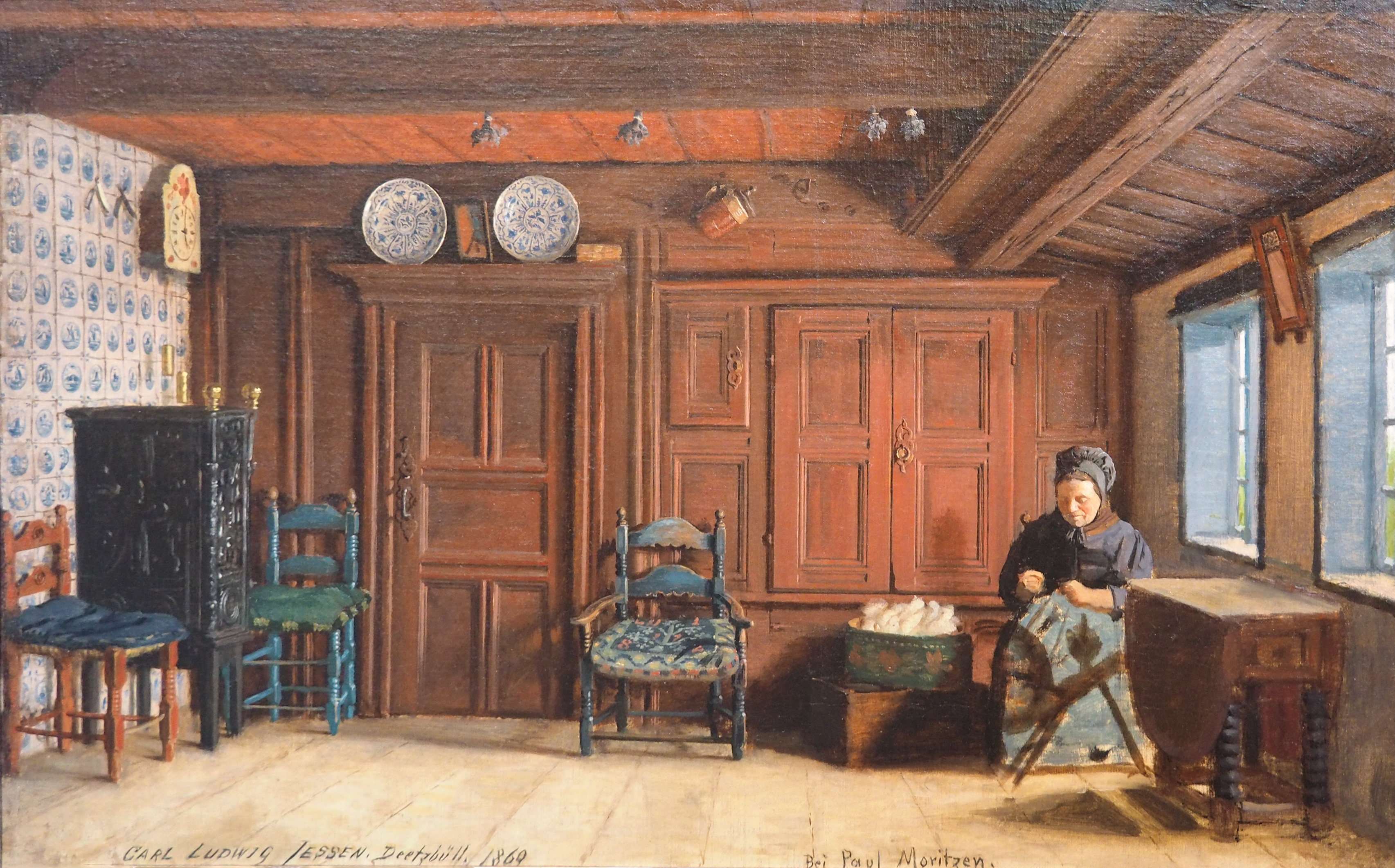
C. L. Jessen: Rotes Zimmer
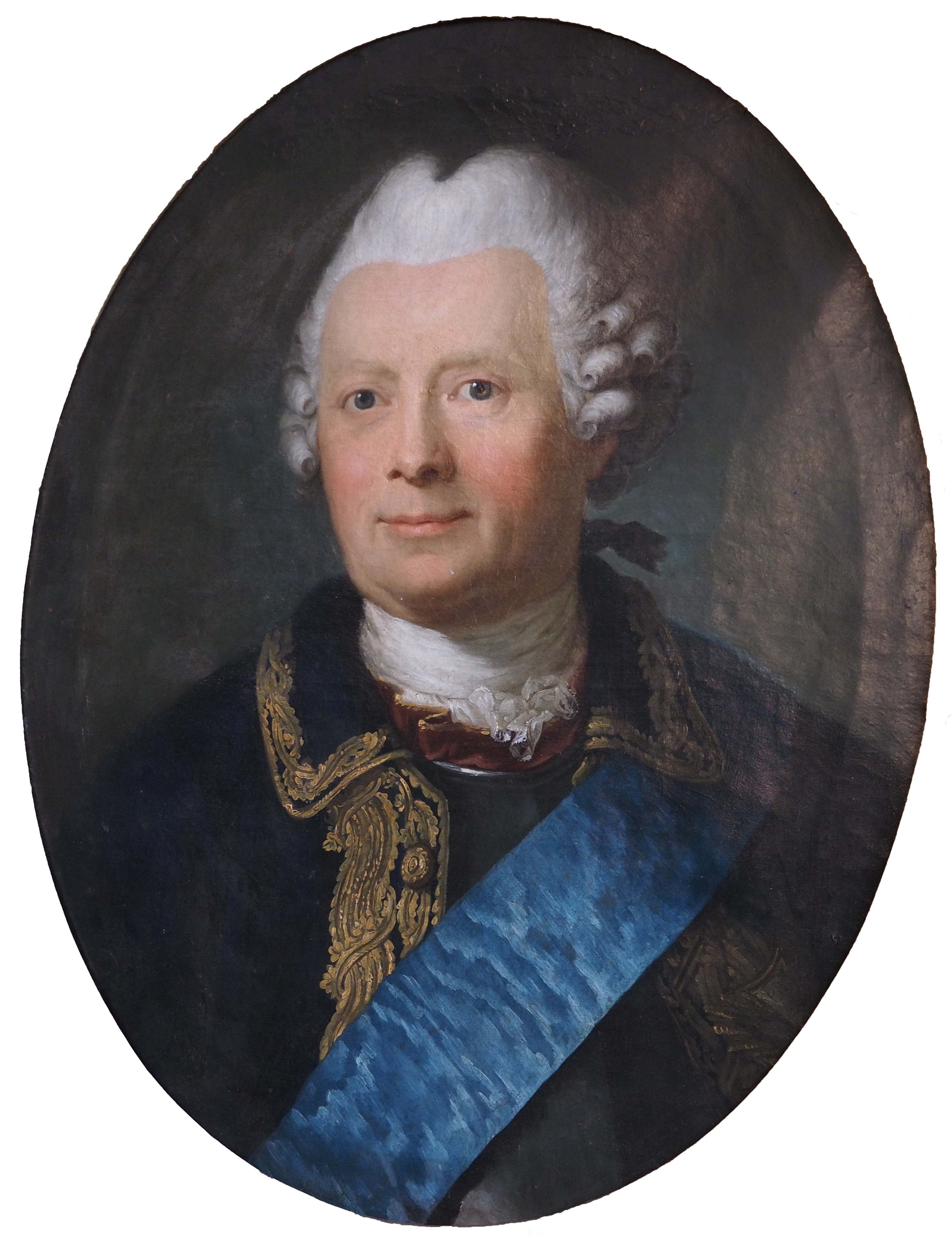
A. Graff: Graf Baudissin
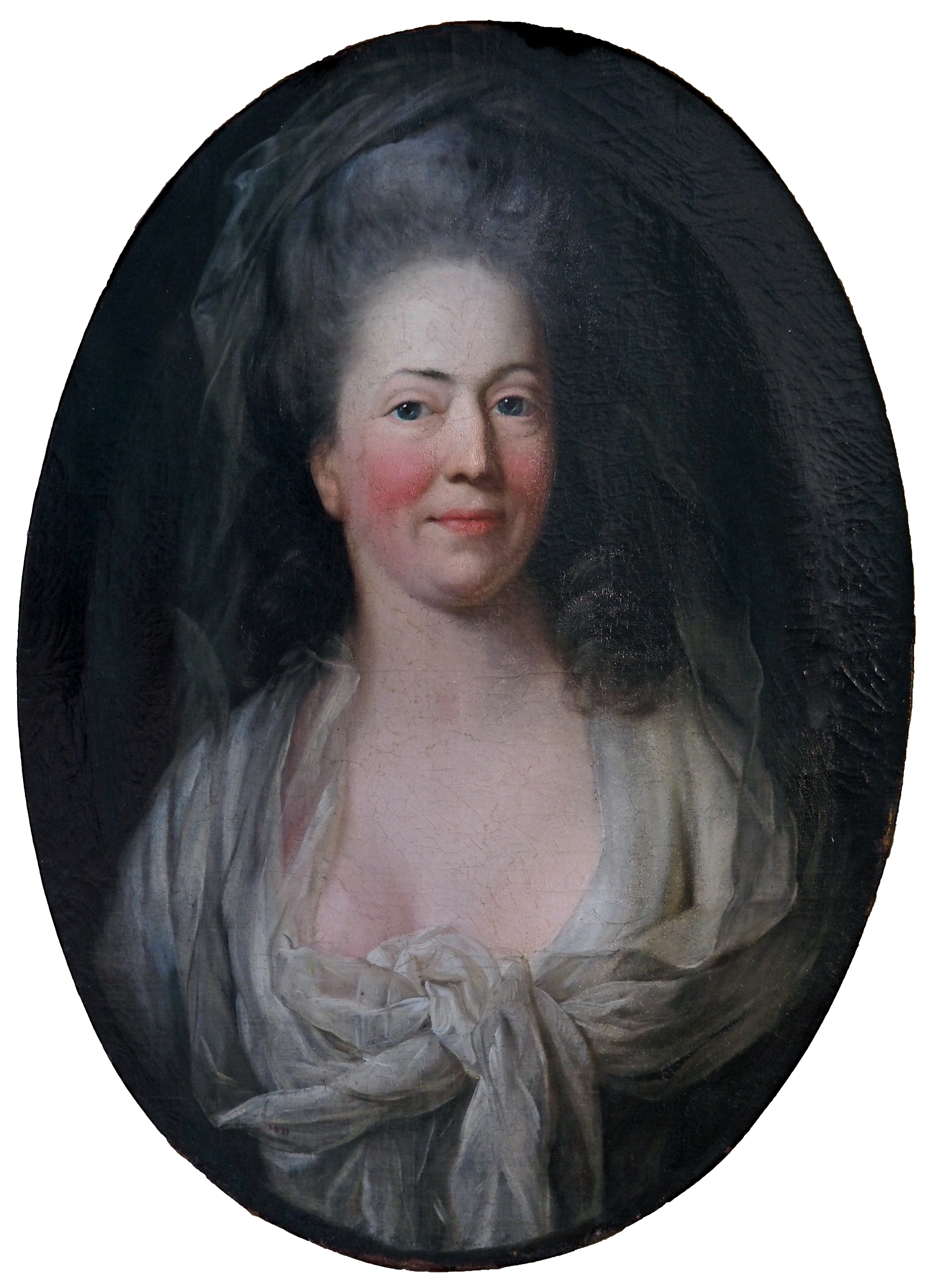
A. Graff: Gräfin Baudissin

Ein Raum ist der Geschichte der Stadt Flensburg gewidmet. Hier ist beispielsweise der Kaakmann zu finden, der auf dem Pranger der Stadt stand und mahnte, außerdem ist das Schwert des Henkers ausgestellt. Daneben hängt in dem Raum das Porträt von Lütke Namens. Ein weiteres Objekt ist das Original des ungewöhnlichen Einhorns von der Rats-Apotheke, das über sein eigenes Gesäß hinwegblickt. Es entstand zwischen 1745 und 1766.
In drei Wechselausstellungsräumen im 1. OG finden regelmäßig Einzelausstellungen zeitgenössischer Künstler statt, die sich teilweise bis in die Sammlungsräume des Museums erstrecken, wo sie in Beziehung zu den vorhandenen Exponaten treten (z. B. 2013 Daniel Spoerri, 2015 René Schoemakers).

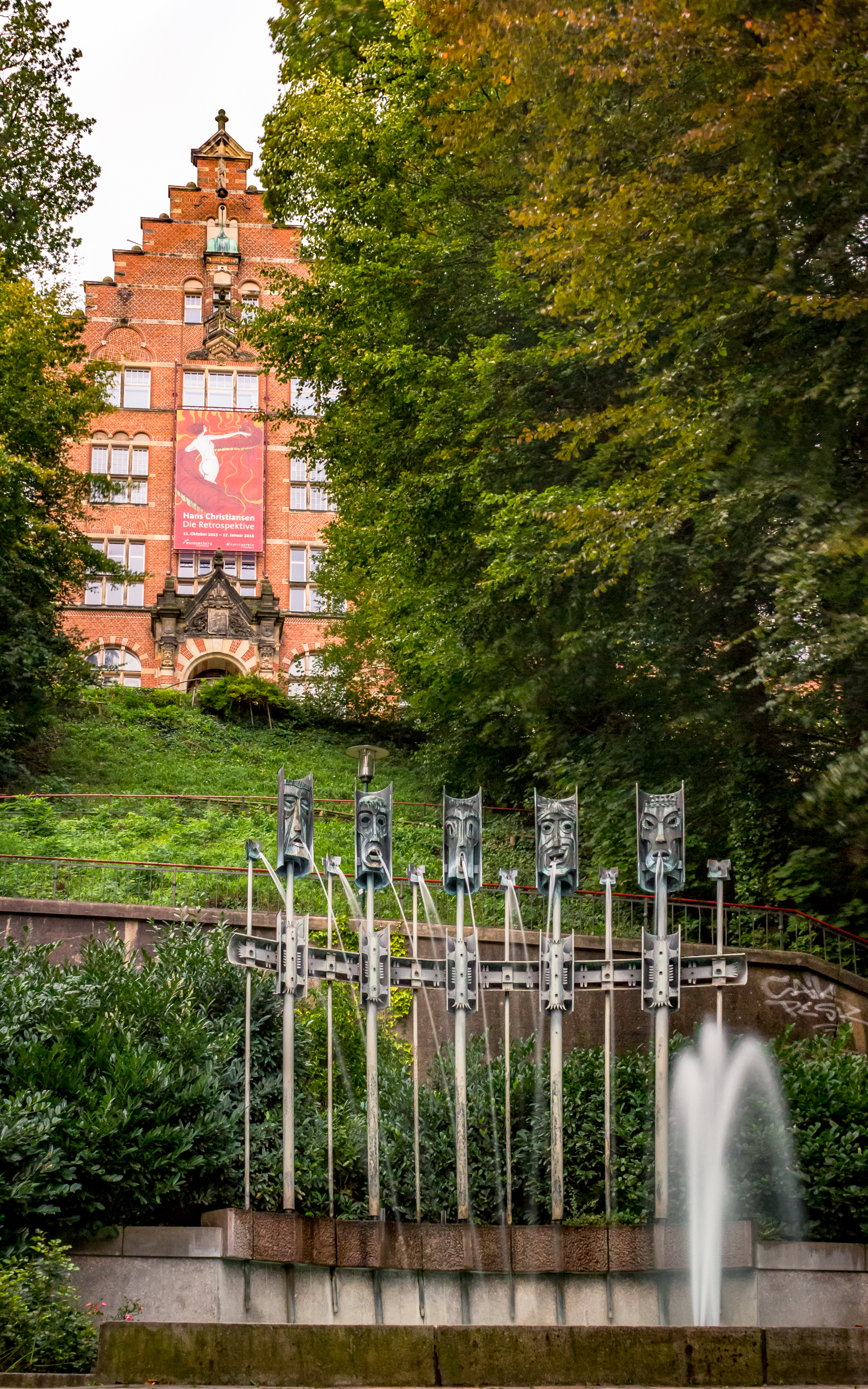
Der Museumsberg vom Fritz Wempner Platz (gelegentlich Theaterplatz genannt) aus gesehen (2015)
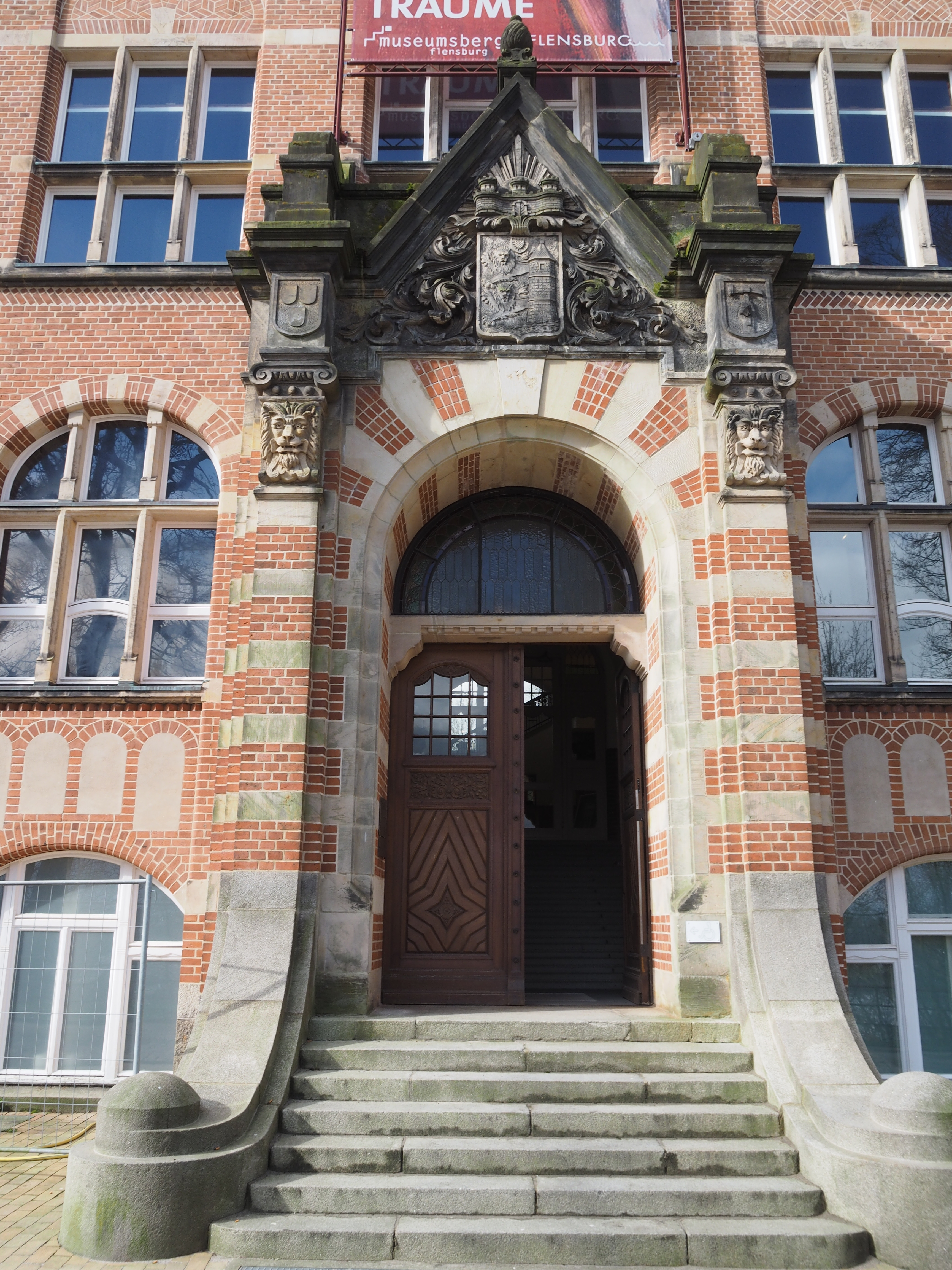
Eingangsportal Heinrich-Sauermann-Haus
Schenkschieve im holländischen Stil um 1650–1670 (im Heinrich-Sauermann-Haus)
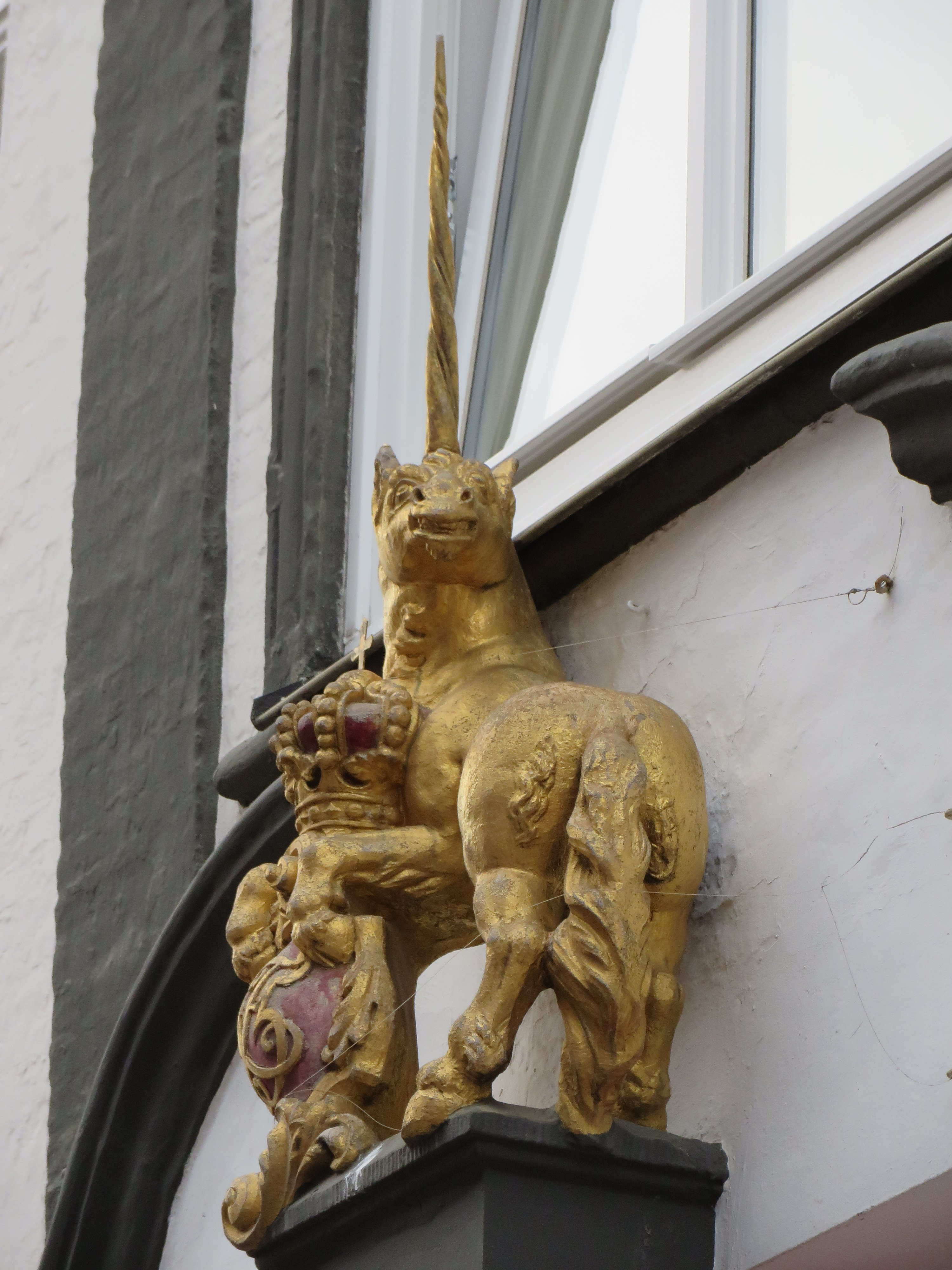
Vom Einhorn der Rats-Apotheke auf dem Holm in der Flensburger Innenstadt steht das Original aus dem 18. Jahrhundert im Heinrich-Sauermann-Haus
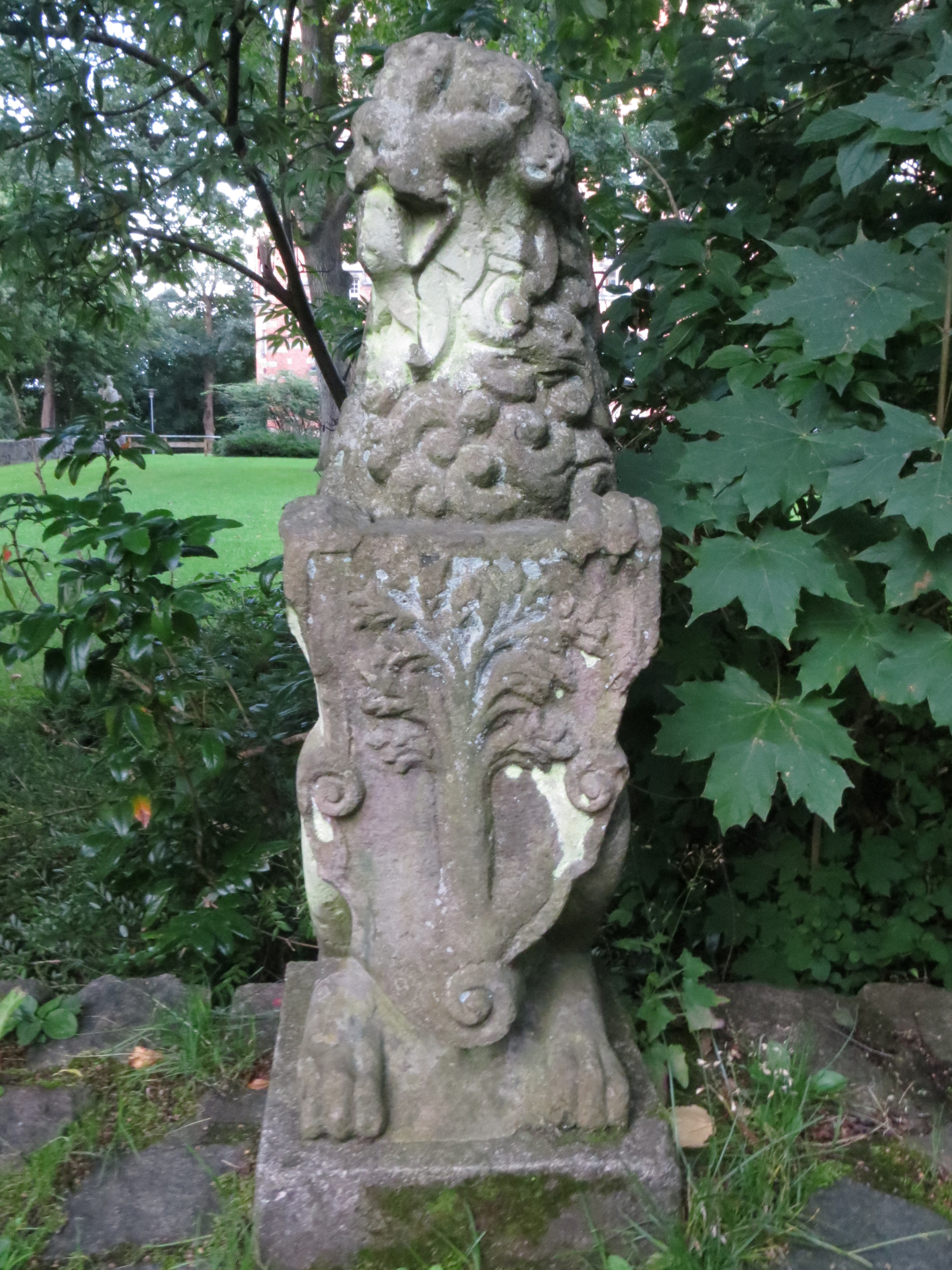
Der kleine Löwe ist ein Kulturdenkmal des Stadtteils. Er stammt aus dem Mürwiker Park mit seinem Museum.
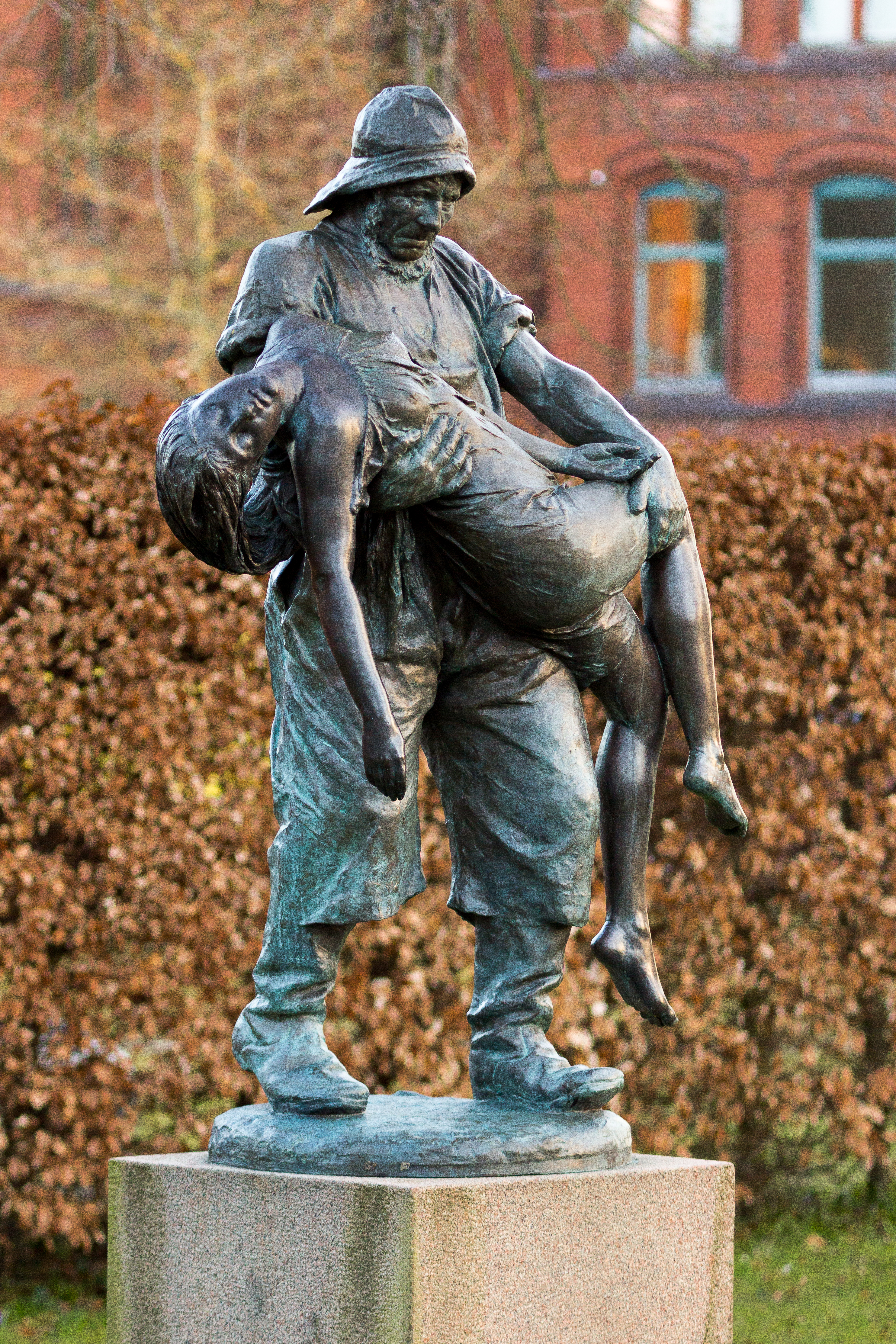
Standbild Gerettet (1887) von Adolf Brütt in den Grünanlagen des Museums

### Sammlung im Hans-Christiansen-Haus

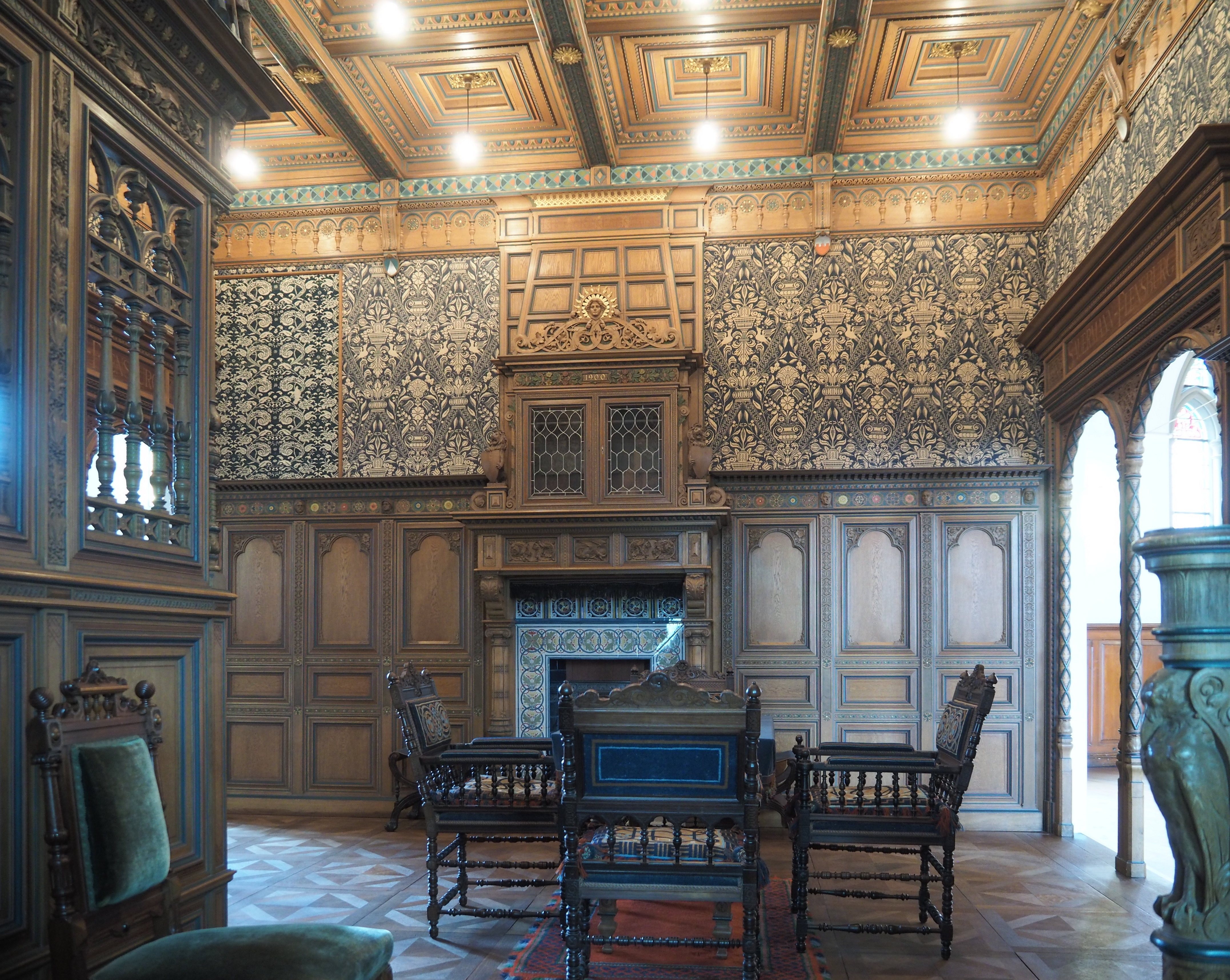
Das „Pariser Zimmer“ im Hans-Christiansen-Haus

Das Hans-Christiansen-Haus ist eine ehemalige Schule, die 1894–1896 im neugotischen Stil errichtet wurde. Das Gebäude gehört seit Mai 1997 zum Städtischen Museum und beherbergt die umfangreiche von Heinrich Sauermann begründete Möbelsammlung. Weiter bietet das Haus eine große Gemäldesammlung mit Werken überwiegend schleswig-holsteinischer Künstler aus der Zeit des Klassizismus bis in die Moderne. Schwerpunkt bildet die Zeit des Jugendstils (Hans Christiansen) und des Expressionismus. Es sind unter anderem Werke von Louis Gurlitt, Carl Ludwig Jessen, Hans Peter Feddersen, Jacob Nöbbe, Emil Nolde und Erich Heckel zu sehen.
In der mit großen farbigen Lanzettfenstern und einer geschnitzten Balkendecke ausgestatteten Aula, im 1. Obergeschoss der früheren Schule, hat das im Stil des Historismus prunkvoll gestaltete „Niederdeutsche Zimmer“, das sogenannte „Pariser Zimmer“ seinen Standort. Sauermann fertigte es für die Pariser Weltausstellung des Jahres 1900 an. Der Auftrag war, bei reichster Ausstattung einen Wohnraum „deutschen Charakters“ zu zeigen. Sauermann wurde hierfür in Paris mit einer Goldmedaille ausgezeichnet. Im „Pariser Zimmer“ und in anderen Räumen des Museums finden heute auch Trauungen statt.
Im Erdgeschoss des Hans-Christiansen-Hauses befinden sich 5 große Räume für Sonderausstellungen. Hier wechseln sich Ausstellungen zu zeitgenössischer Kunst sowie zu kunst- und kulturgeschichtlichen Themen ab (2020: „Kunst ohne Nation – Thorvaldsens Utopia“, „Perspektivwechsel 2020 - 100 Jahre Grenzgeschichten“, 2019: „Wem gehört die Kunst?“, 2018: „aus neu mach alt. HistoRetroShabbyIsmus“, „Unvollendet. Hans Fuglsang“).

Auswahl aus der Bildersammlung des Hans-Christiansen-Hauses
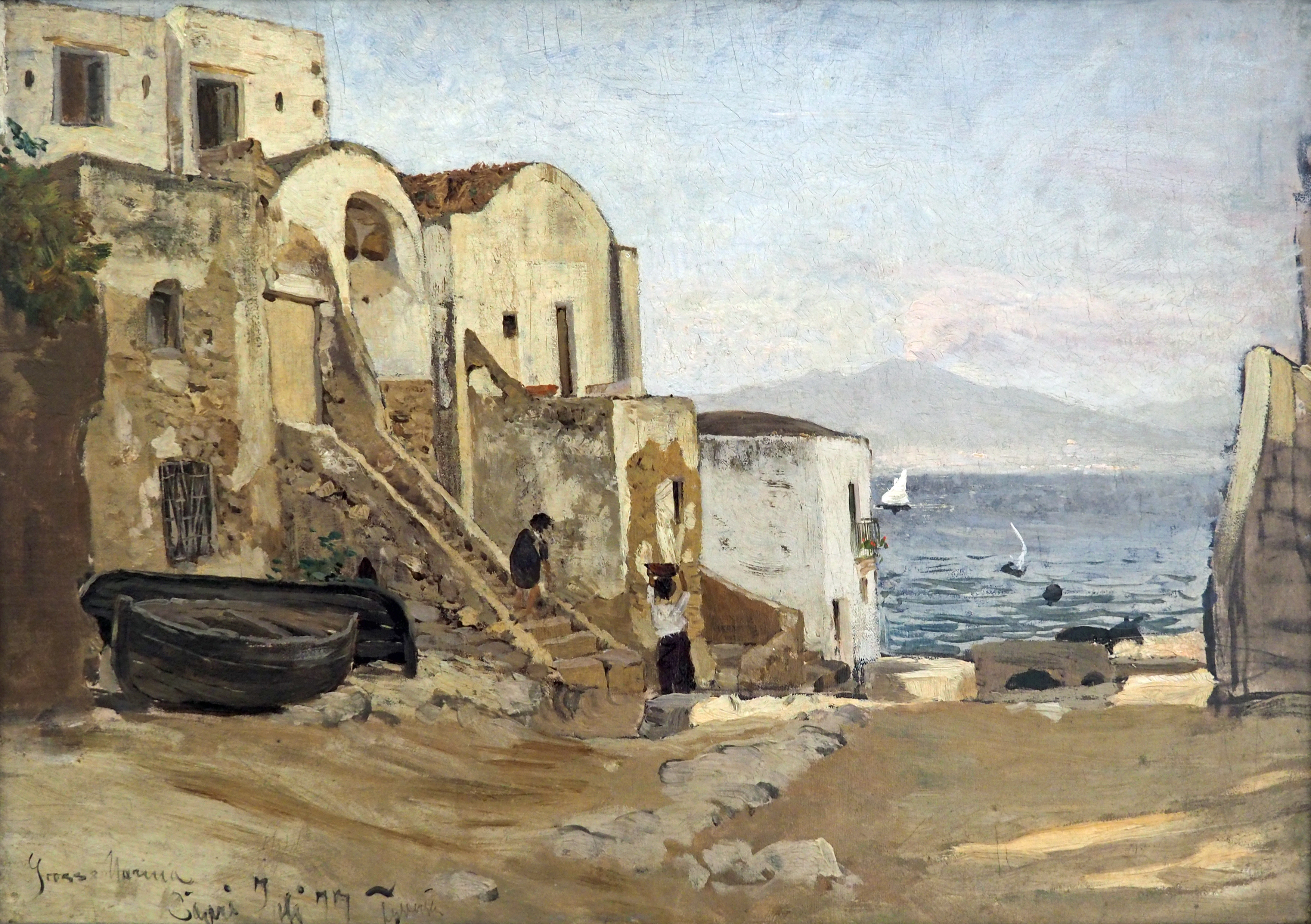
H.P. Feddersen: Capri
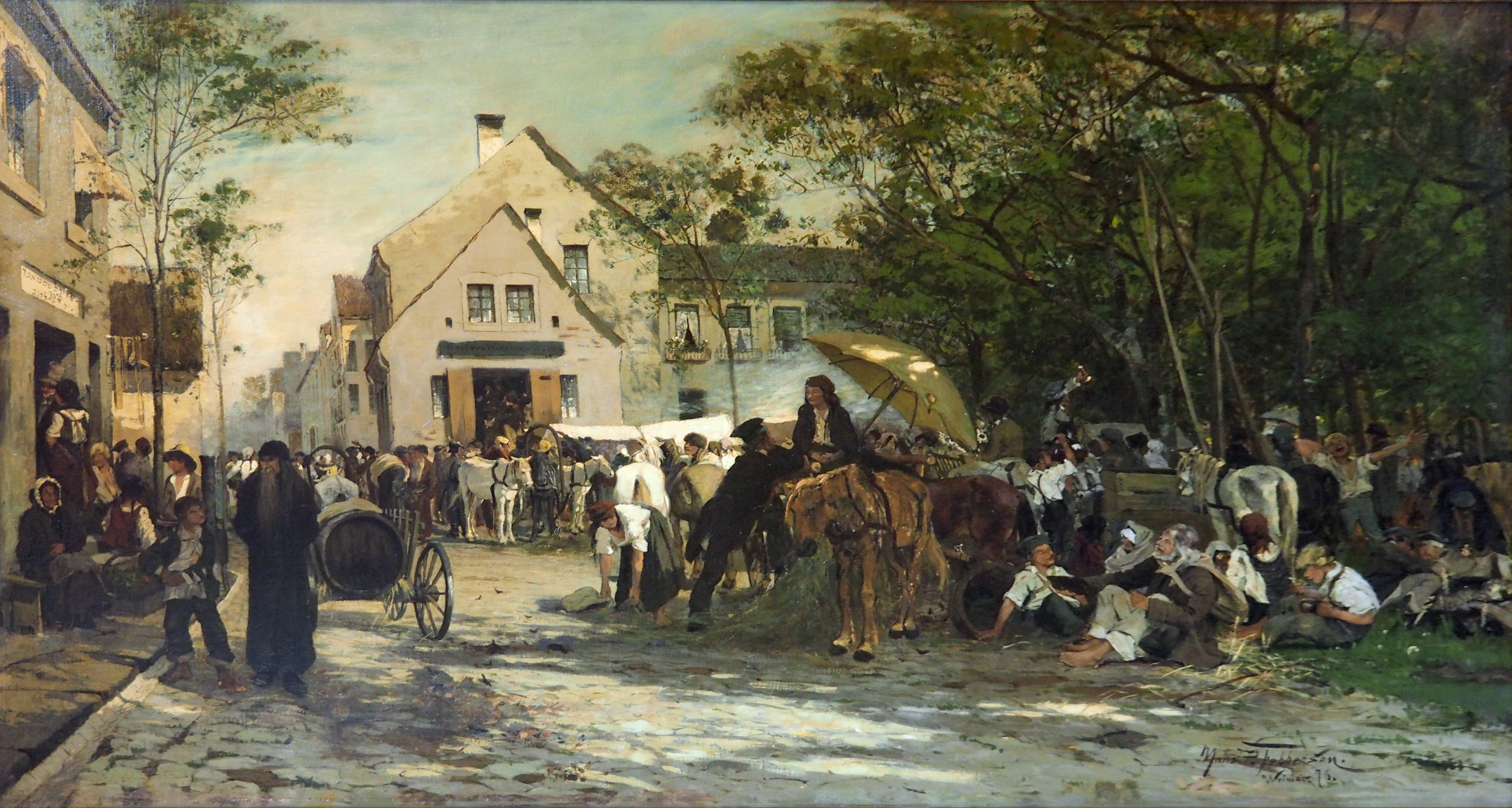
H.P. Feddersen: Wochenmarkt
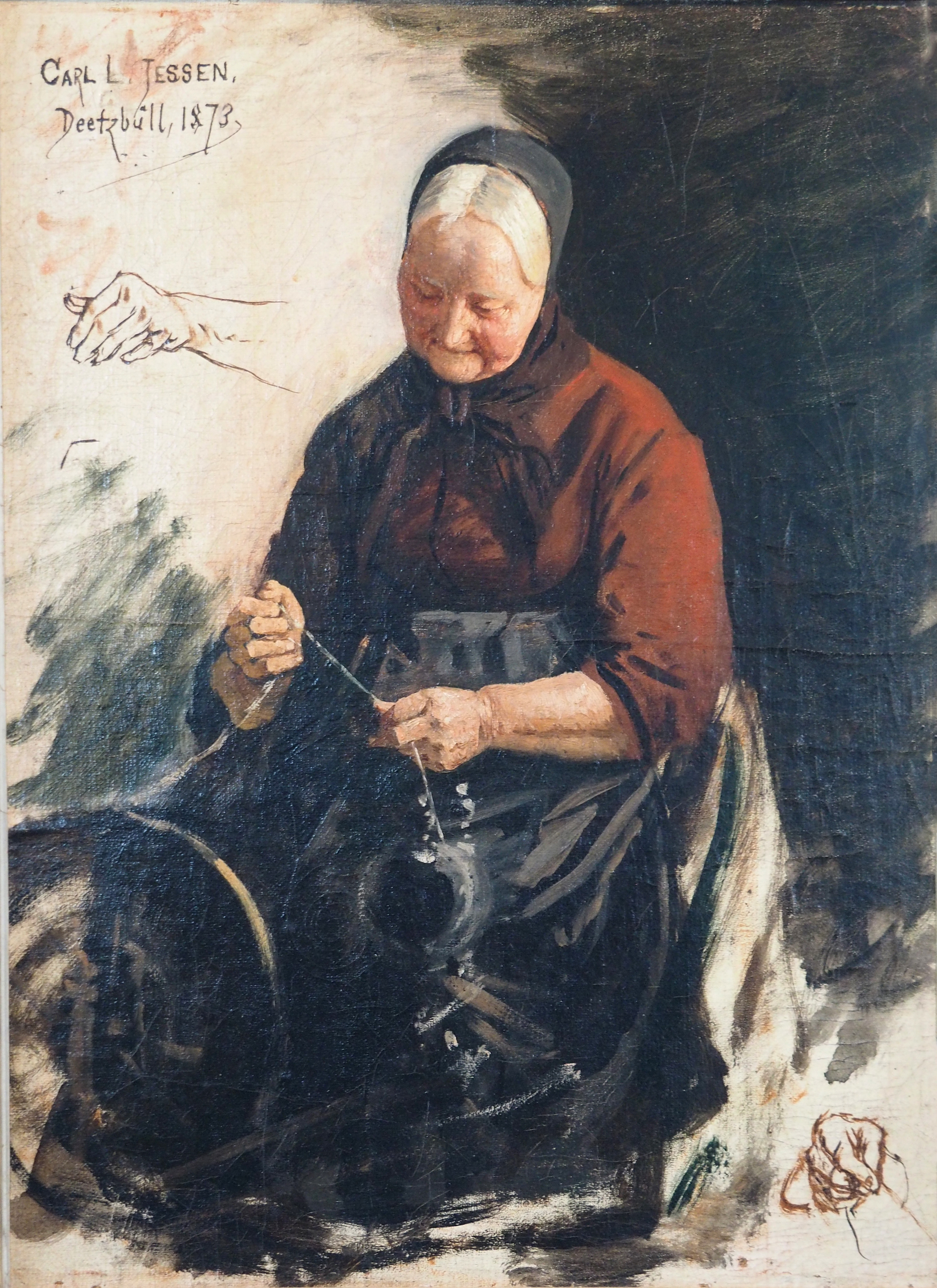
C.L. Jessen: Alte Frau am Spinnrad
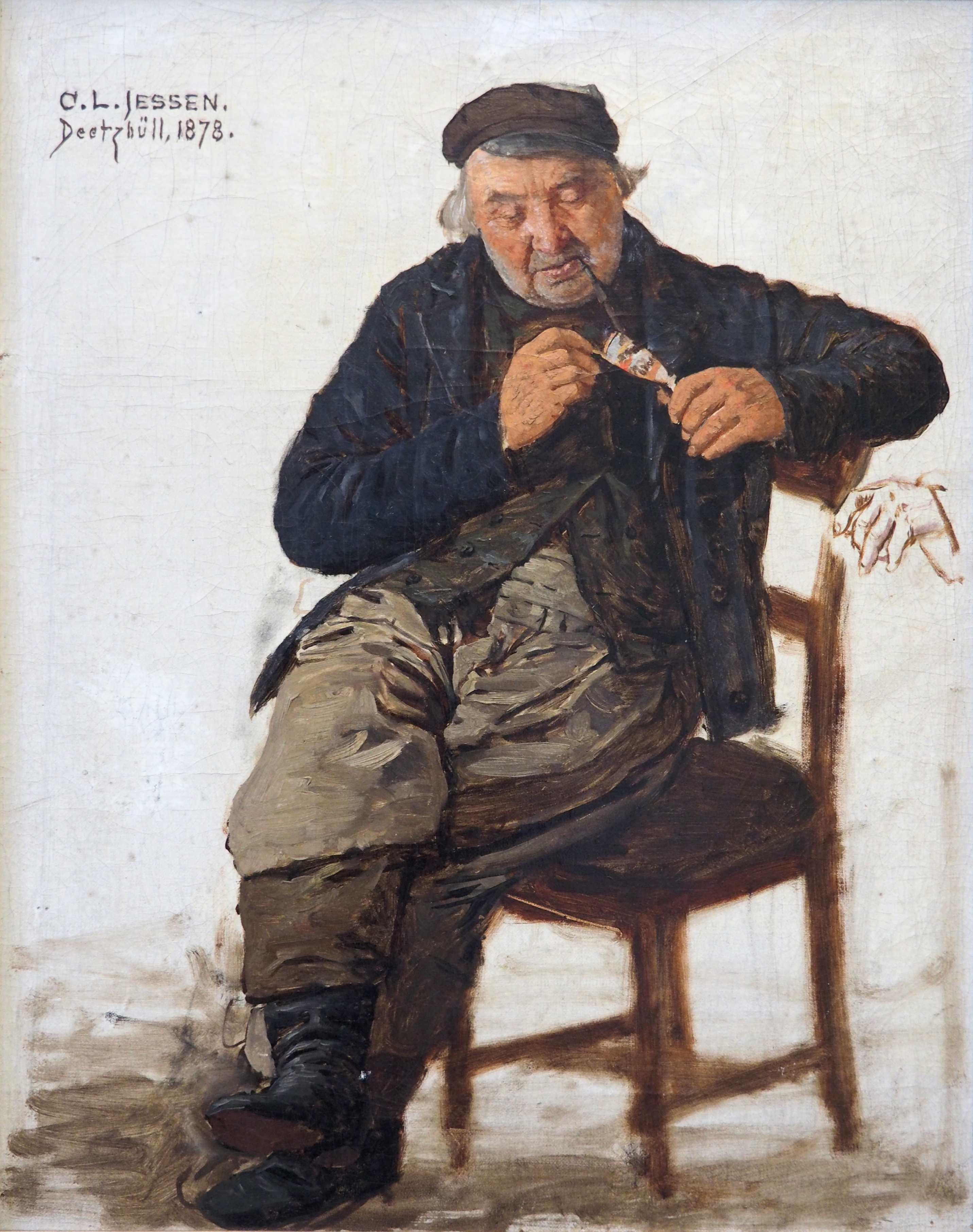
C. L. Jessen: Bildnisstudie
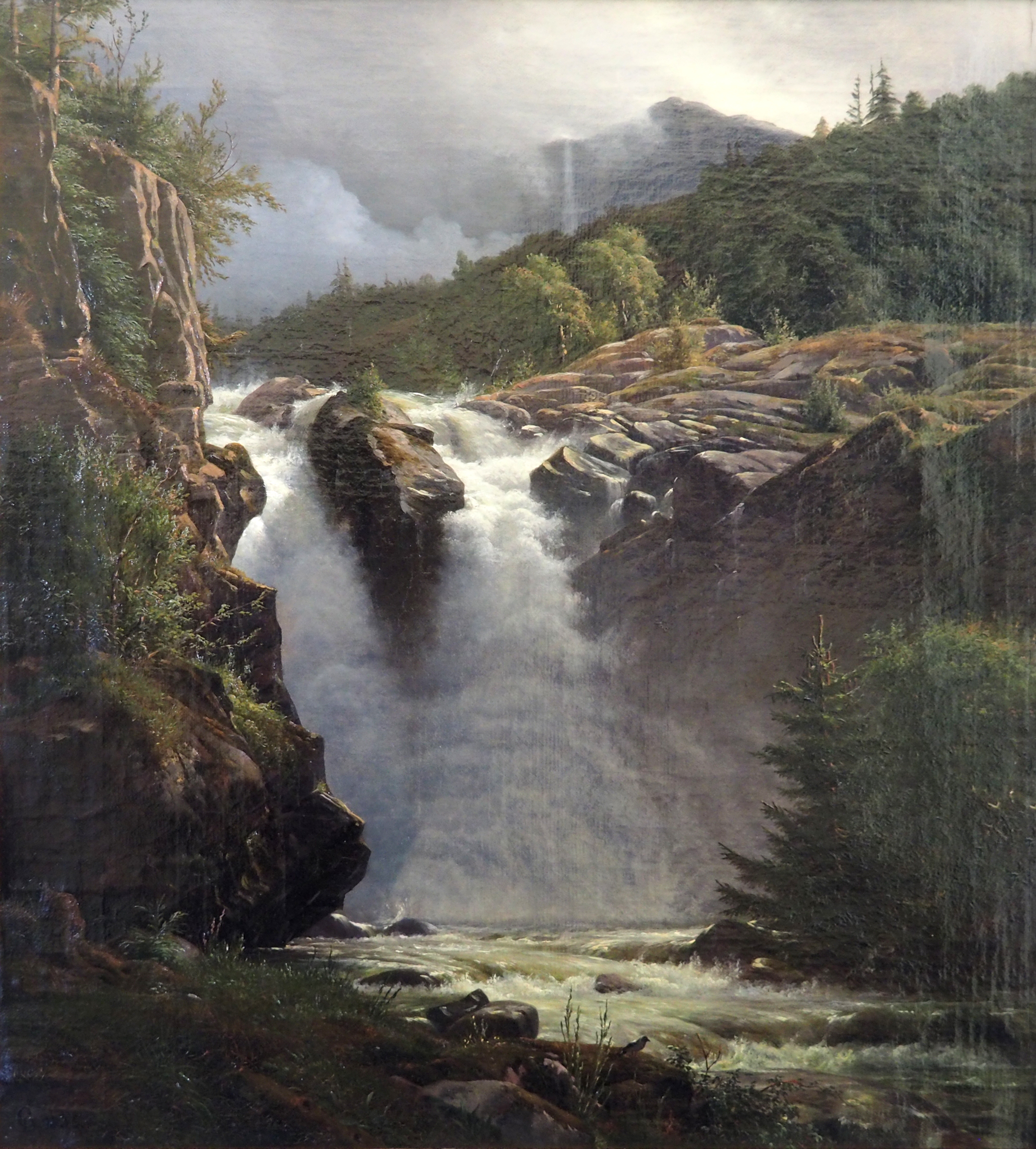
L. Gurlitt: Norwegischer Wasserfall
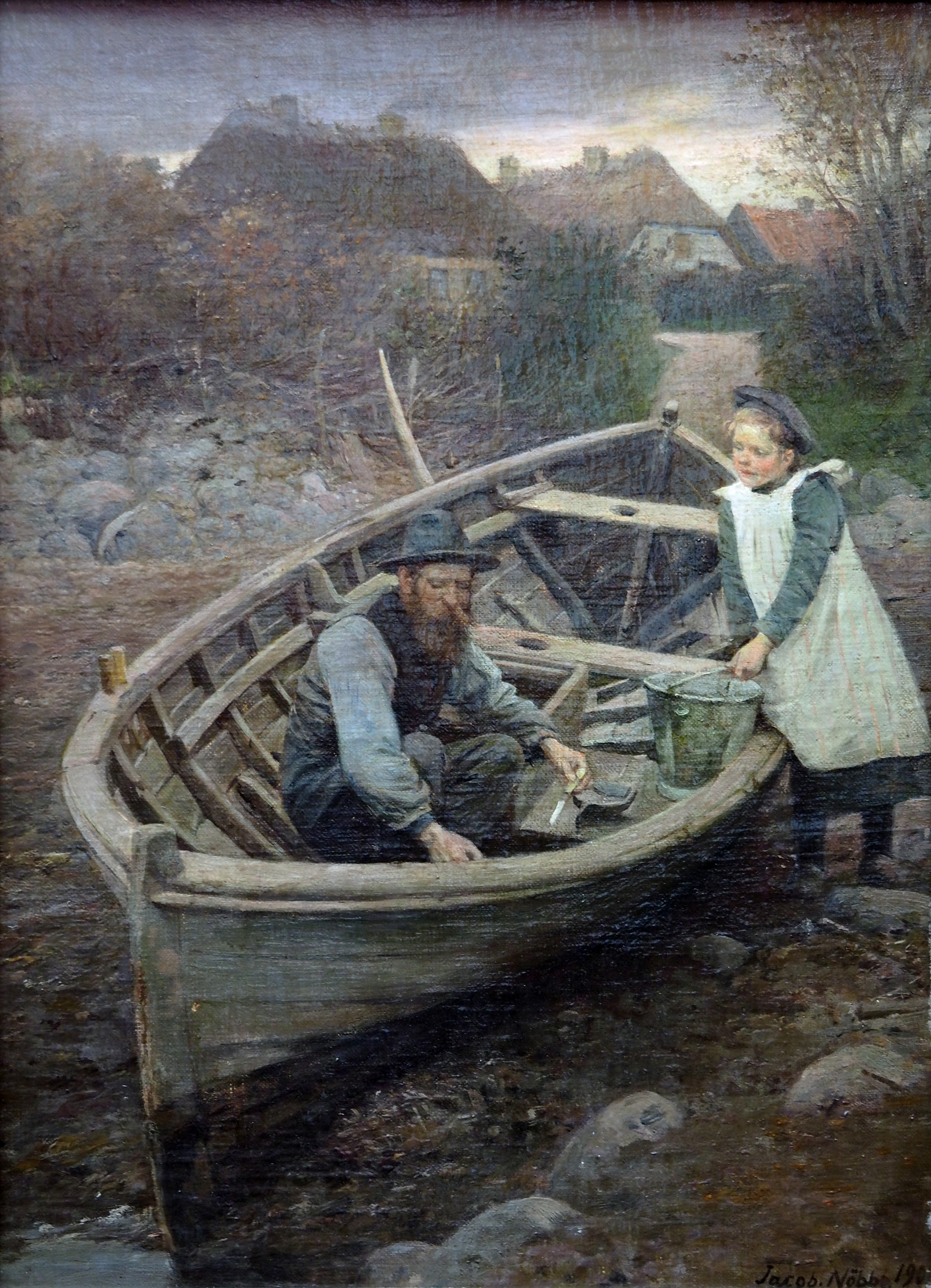
J. Nöbbe: Bootssteg

### Alter Friedhof und Flensburger Löwe
Der Alte Friedhof befindet sich direkt neben den Museumsgebäuden. Der Friedhof war der erste kommunale Friedhof Schleswig-Holsteins. Er wurde 1813 eingeweiht und wurde bis 1954 für Beerdigungen genutzt. Aus dieser Zeit sind viele der Gräber erhalten geblieben.
Nach langen Verhandlungen über seine Rückkehr aus Kopenhagen erfolgte am 10. September 2011 auf dem Alten Friedhof die Wiederaufstellung des Idstedt-Löwen. Die feierliche Enthüllung nahm Prinz Joachim von Dänemark vor. Im November 2011 fand im Hans-Christiansen-Haus die begleitende Ausstellung „Gut gebrüllt, Löwe! Nachbarschaftliches rund um den Idstedt-Löwen“ statt.

### Christiansenpark und Eiszeit-Haus
Der am Alten Friedhof angrenzende Christiansenpark im Stadtteil Westliche Höhe wird seit 1997 vom „Förderkreis Christiansenpark e. V.“ ehrenamtlich betreut und gehört der Stadt Flensburg. Der 1797 im Stil englischer Landschaftsgärten durch die Familie Christiansen angelegte Garten wurde 1820 mit jenem des Kaufmanns Peter C. Stuhr vereinigt und erstreckte sich somit über 25 ha vom Norder- und Südergraben entlang der Hänge bis zur Marienallee. Auf dem östlichen Teil des Geländes errichtete die Stadt Ende des 19. Jahrhunderts diverse größere Einrichtungen, darunter neben dem Museum auch das Gericht, das Gefängnis und Schulen. 1992 kaufte Flensburg den verbliebenen Teil des heute 4,2 ha großen Christiansenparks.
Neben der Natur sind die Besonderheiten des Parks das Eiszeit-Haus, in dem auch einige Bestände des naturwissenschaftlichen Museums (ehemaliges Heimatmuseum) zu finden sind, sowie die Mumiengrotte, welche um 1800 angelegt wurde und einen phönizischer Sarkophag (um 400 v. Chr.) beherbergt. Der Parkbereich direkt am Museumsberg entstand ursprünglich als eine Erweiterung der Grünanlagen des Christiansenparks. Dort befindet sich die 1823 fertiggestellte Spiegelgrotte, die möglicherweise eine rituelle Funktion für die Freimaurerei ausübte.

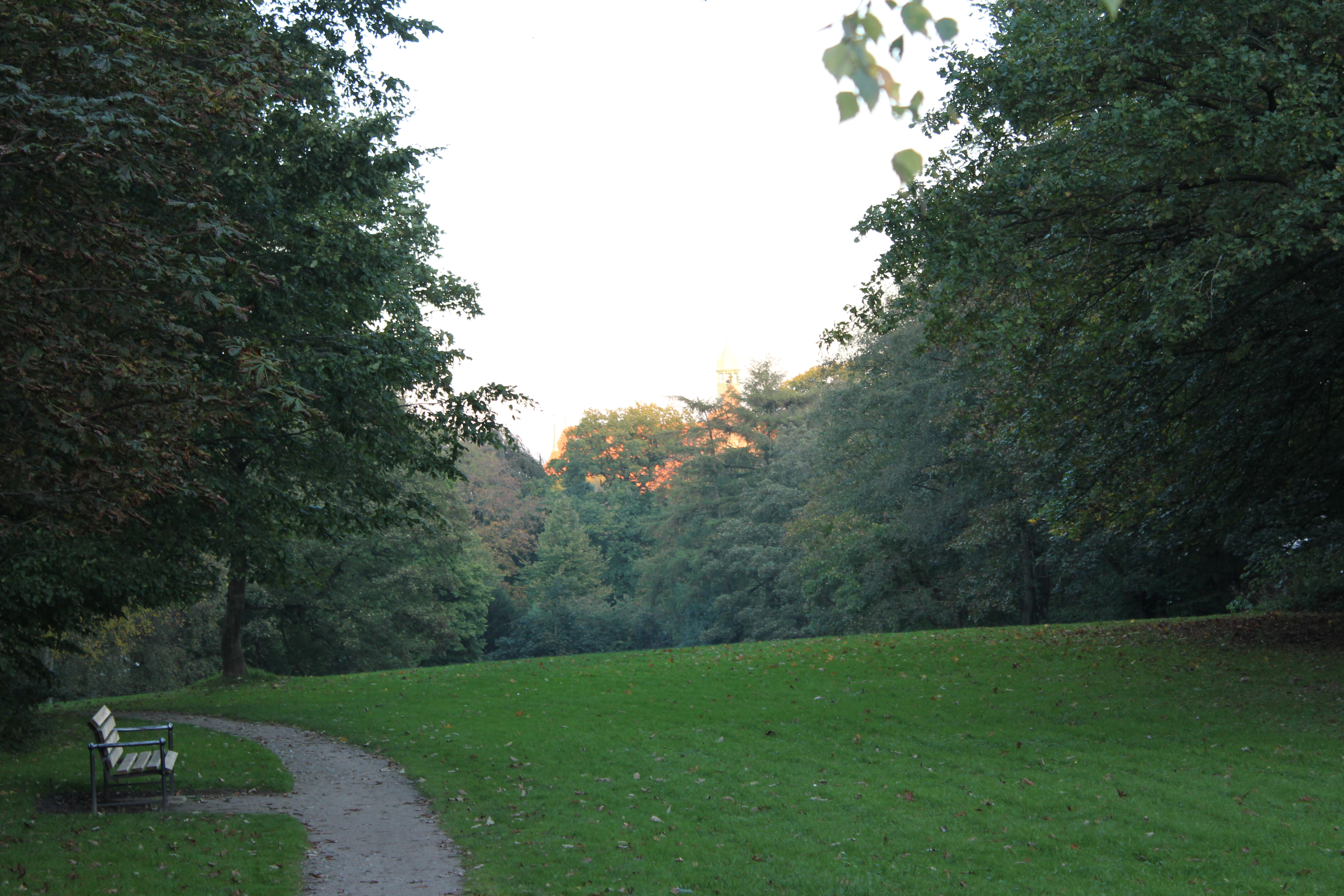
Blick vom Christiansenpark zum Heinrich-Sauermann-Haus
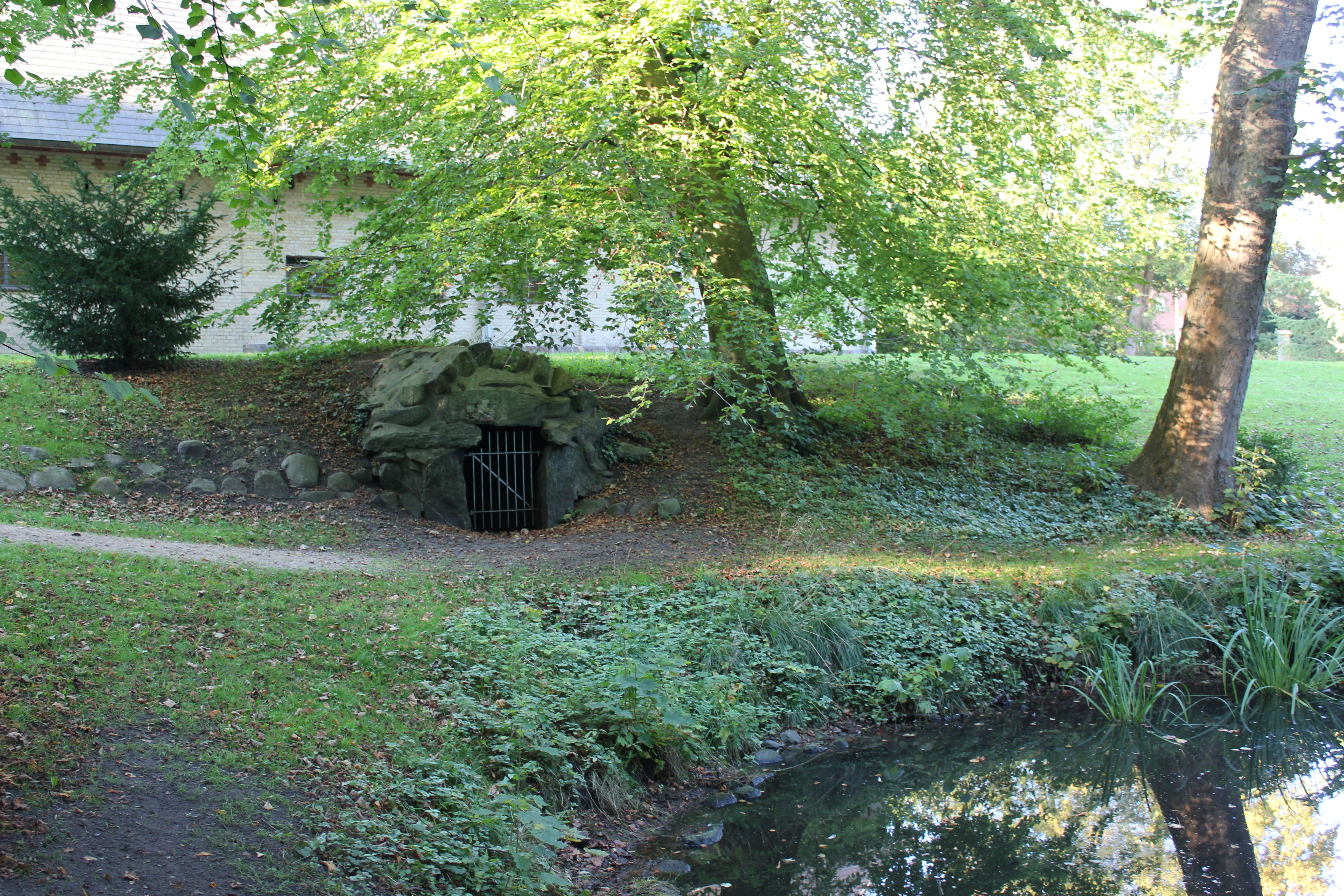
Mumiengrotte im Christiansenpark
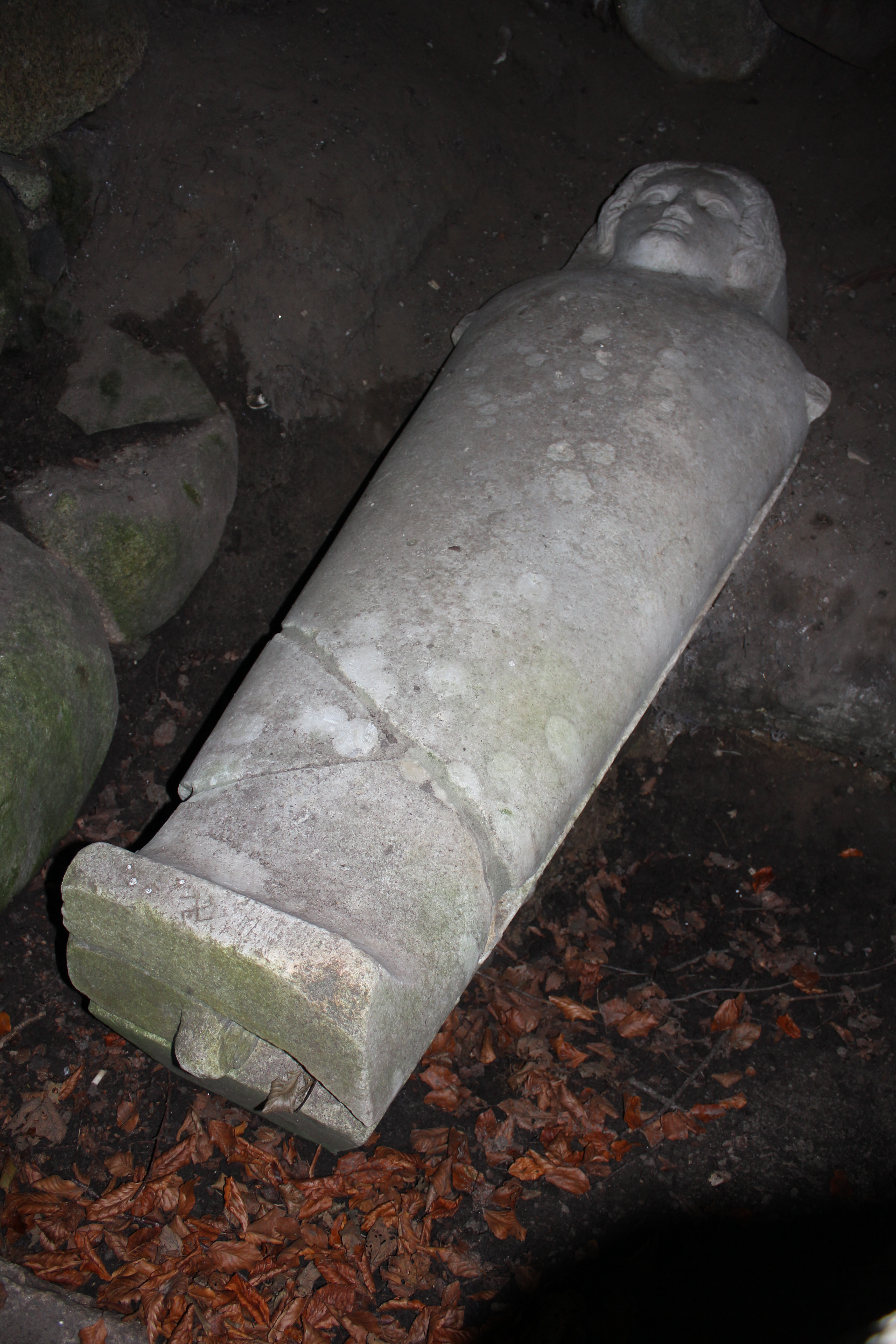
Phönizischer Sarkophag
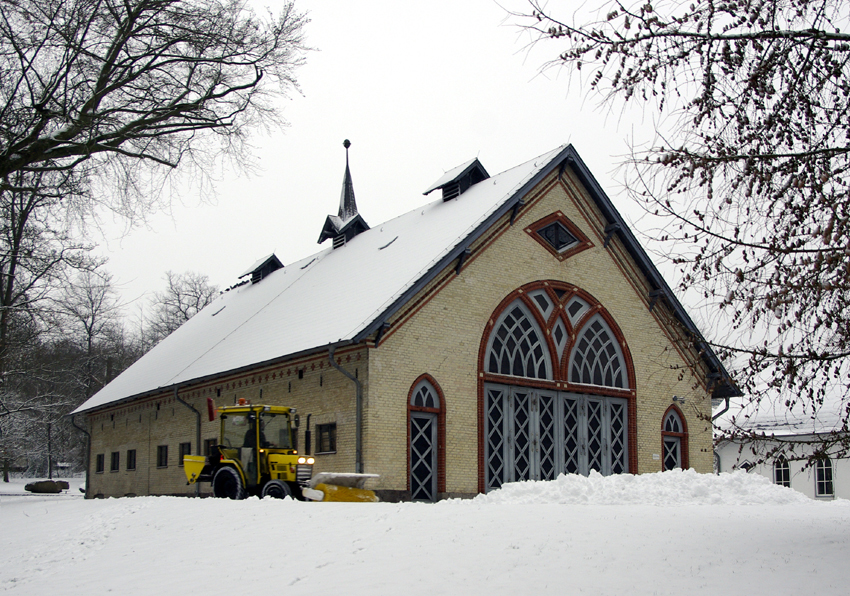
Eiszeit-Haus im Winter 2012

## Weitere Kunstwerke

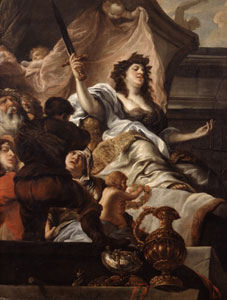
Justitia (ca. 1663–1665) von Jürgen Ovens
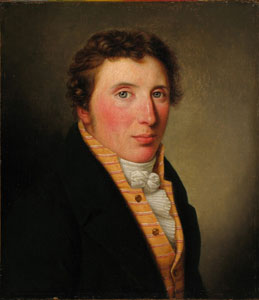
Bildnis des Landmanns Andreas Clausen (1821) von Christoffer Wilhelm Eckersberg
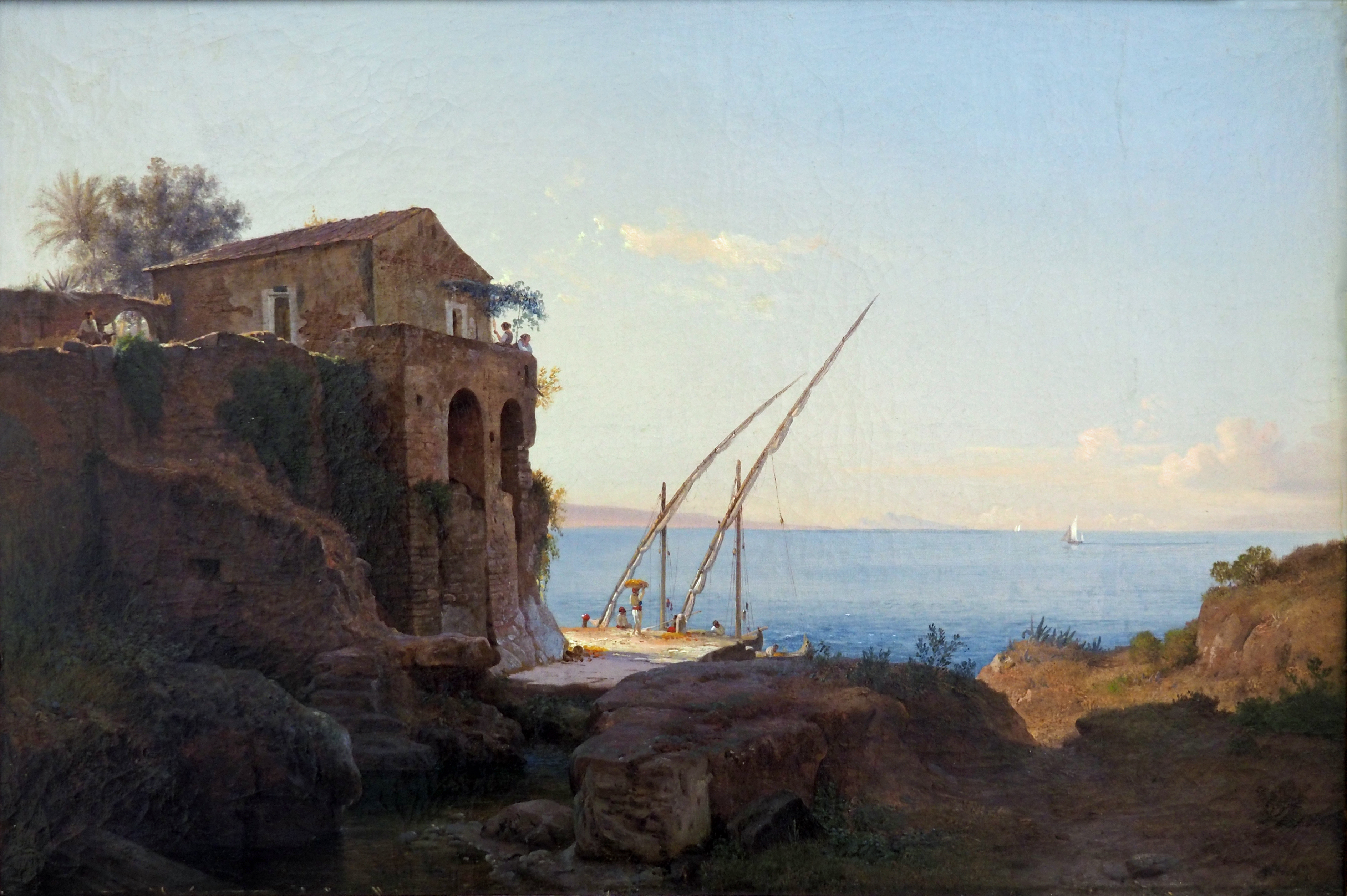
Italienische Küstenlandschaft (1844) von Louis Gurlitt
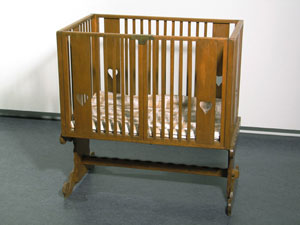
Kinderbett (1924) von Wenzel Hablik
Selbstbildnis im Kittel (1913–1914) von Käte Lassen
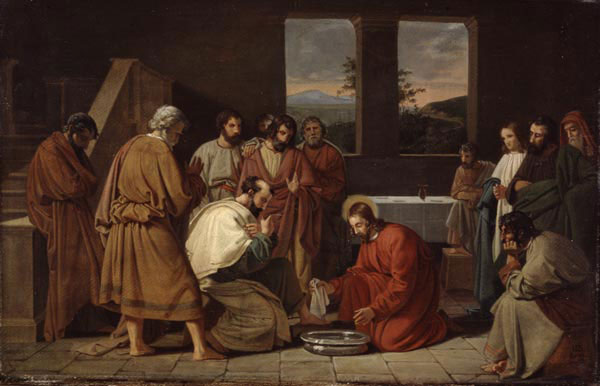
Fusswaschung (1831) von Detlev Conrad Blunck
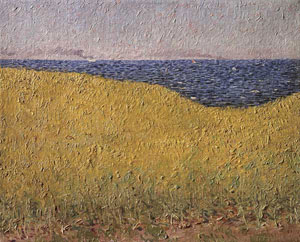
Rapsfeld an der Ostsee (1895) von Hans Olde

### Schifffahrtsmuseum

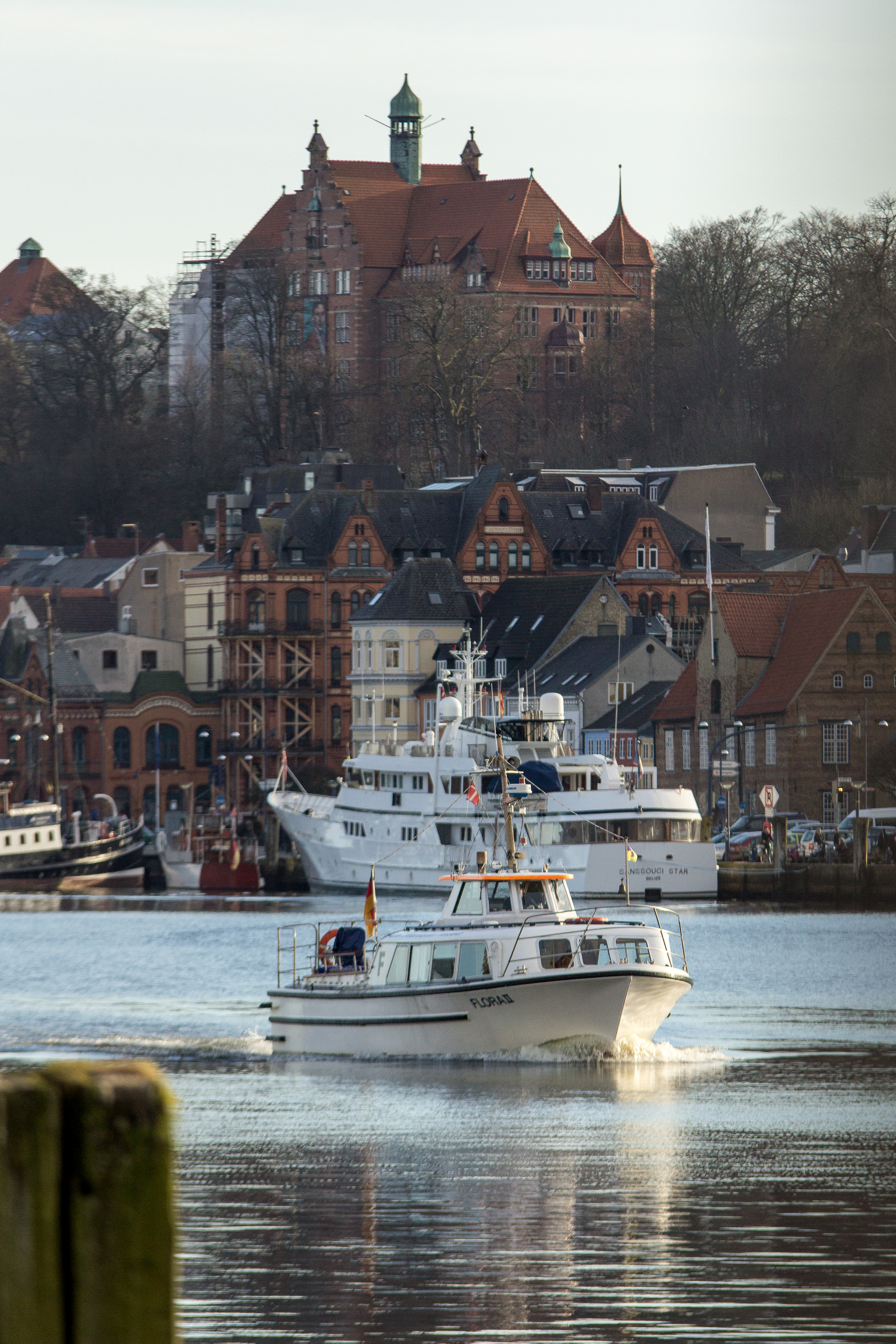
Museumsberg, gesehen vom Ostufer des Hafens

Die schiffsbezogenen Museumsbestände wurden nach Erwerb des Zollagerhauses am ehemaligen Segelschiffsanleger 1984 ins dort eingerichtete Schifffahrtsmuseum als Filiale des städtischen Museums verlagert.